# Margaritifer Terra
Margaritifer Terra és una formació geològica de tipus terra a la superfície de Mart, localitzada amb el sistema de coordenades planetocèntriques a 19.71 latitud N i 350.56 ° longitud E, que fa 2.733,22 km de diàmetre. El nom va ser aprovat per la UAI l'any 1979 i fa referència a una característica d'albedo.